# فيلي بست
فيلي بست (بالإنجليزية: Willie Best)‏ هو ممثل أمريكي، ولد في 27 مايو 1916 في الولايات المتحدة، وتوفي بنفس المكان في 27 فبراير 1962 بسبب سرطان.

## وصلات خارجية
- فيلي بست على موقع IMDb (الإنجليزية)
- فيلي بست على موقع ميوزك برينز (الإنجليزية)
- فيلي بست على موقع أول موفي (الإنجليزية)
- فيلي بست على موقع قاعدة بيانات الأفلام السويدية (السويدية)
- فيلي بست على موقع إن إن دي بي (الإنجليزية)
- فيلي بست على موقع ديسكوغز (الإنجليزية)
- فيلي بست على موقع قاعدة بيانات الفيلم (الإنجليزية)